# Gaetano Domenichini
Gaetano Domenichini (Ferrara, 1786 – Ferrara, 18 giugno 1864) è stato un pittore e incisore italiano.

## Biografia
Nato nel 1786 e allievo di Alberto Mucchiatti (1744 - 1828) e di Giuseppe Santi a Ferrara, frequentò poi le accademie di Venezia e di Roma. Succedendo a Giuseppe Saroli (1779 - 1873), dal 1828 insegnò ornato e figura alla scuola di Ferrara, ove si formò anche il suo primogenito Girolamo Domenichini (1812 – 1891). Si dedicò anche al restauro e tra i suoi allievi contò Alessandro Mantovani, divenuto restauratore in Vaticano. 
Da dipinti degli antichi artisti ferraresi trasse incisioni, come l’Adorazione dei Magi, la Identificazione della Vera Croce del Garofalo e il Giudizio universale del Bastianino. Con il figlio Girolamo e con Francesco Migliari e la sua numerosa bottega, decorò il Teatro comunale di Ferrara e i palazzi Camerini, Giglioli e Finotti di Ferrara.
Pittore di gusto accademico, esempio tipico della sua maniera è la tela La preghiera, del 1840, conservata nella Galleria d'arte moderna e contemporanea di Ferrara. «Di un manzonismo impeccabile», figura e accordi cromatici derivano da Guido Reni e dal Domenichino, rivisti sotto una luce romantica edulcorata da un certo «neoguelfismo purista».